# Bolsa de Valores de Namibia
La Bolsa de Valores de Namibia (en inglés: Namibian Stock Exchange) (NSX) es una bolsa de valores de Namibia con sede en Windhoek. Ha firmado un acuerdo de asociación con la Bolsa de Valores de Johannesburgo (JSE) en la vecina Sudáfrica. La NSX está abierta solo los días hábiles y opera de manera continua desde las 9:00 a. m. hasta las 5:00 p. m. (hora local).
El intercambio opera bajo una licencia emitida por la Autoridad Reguladora Financiera No Bancaria de Namibia (NAMFISA). Está regulado por la Ley de Control de la Bolsa de Valores (de 1985 y 1992).

## Historia
La primera bolsa de valores de Namibia se fundó en Lüderitz (anteriormente Bolsa de Valores de Lüderitz). Abrió sus puertas a principios del siglo XX, tras la fiebre del diamante, que atrajo al desierto a cientos de buscadores, que luego establecieron allí colonias. Unos años más tarde, la antigua bolsa cerró cuando terminó la fiebre de los diamantes y las oportunidades comerciales desaparecieron.

### Relanzamiento

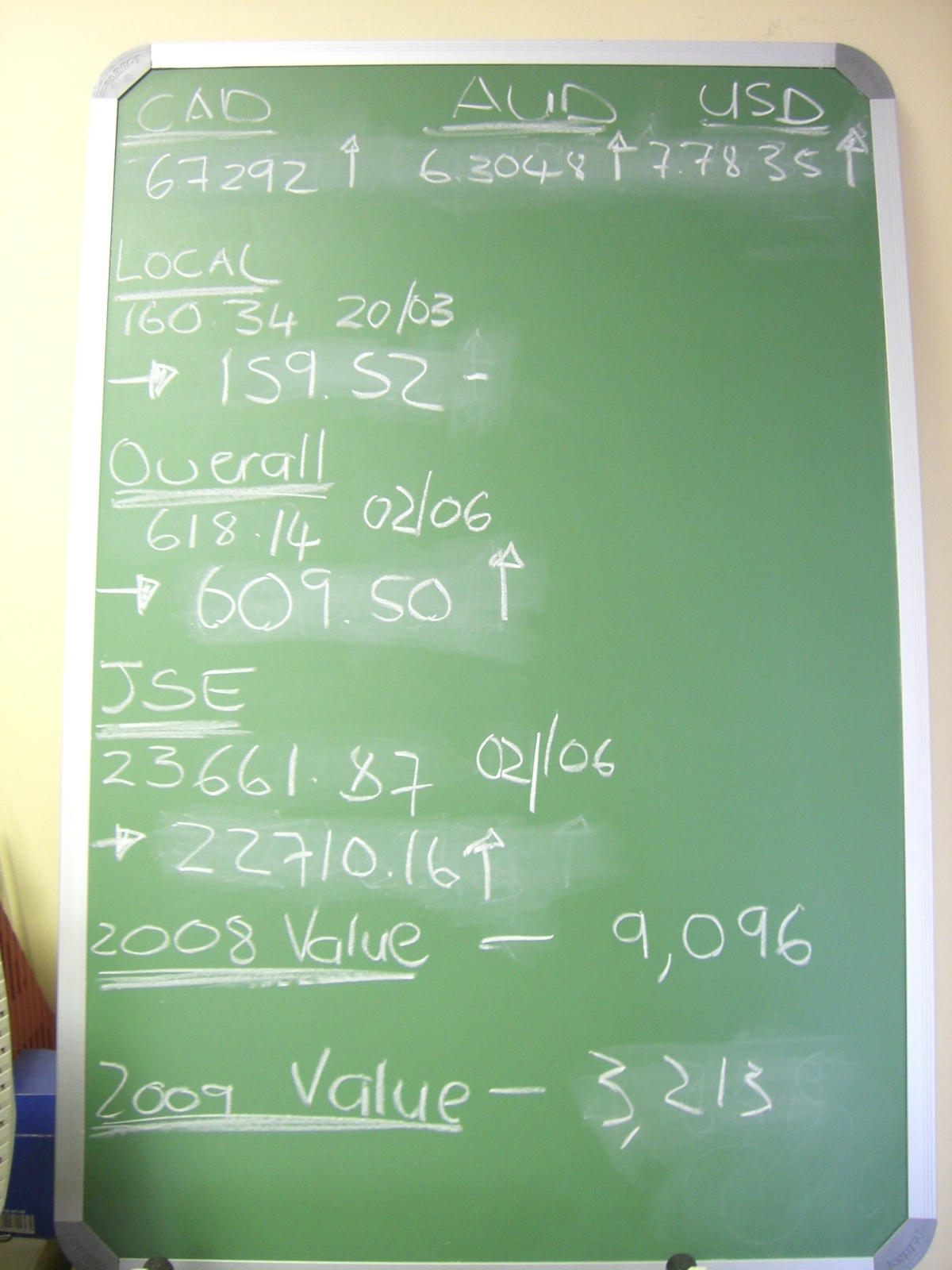
Los valores del índice se actualizan con pizarra y tiza (2009)

La idea de una segunda bolsa de valores de Namibia surgió cuando la población consideró construir una economía independiente antes de la independencia nacional en 1990, tras la ocupación sudafricana. El gobierno dio luz verde y pleno apoyo legislativo, mientras que la financiación provino de 36 grandes empresas namibias, que representan a todos los interesados en el desarrollo de los mercados financieros. Se convirtieron en miembros fundadores donando 10.000 dólares namibios cada uno para proporcionar el capital inicial para la bolsa durante los primeros tres años. El lanzamiento oficial, a cargo del entonces ministro de Finanzas, Gert Hanekom, tuvo lugar el 30 de septiembre de 1992, y al día siguiente comenzaron las operaciones con acciones de Nictus, una empresa local que ya cotizaba en Johannesburgo y que, para ese día, tenía doble cotización en Namibia. En aquel momento sólo había un corredor de bolsa, que también actuaba como consultor. Desde entonces, otros cinco corredores de bolsa se han unido a la NSX y dos veces al año la NSX realiza exámenes para nuevos corredores de bolsa.
La mayor IPO fue registrada por el Banco Windhoek el 20 de junio de 2013. A principios de septiembre de 2021, se anunció la salida a bolsa de MTC Namibia para noviembre del mismo año. En total, el 49% de las acciones, o 367,5 millones de acciones, se asignarán a inversores privados. Esto generó casi 2.600 millones de dólares namibios. Fue la mayor IPO en la historia del país y del NSX.